# فوت بر ثانیه
فوت بر ثانیه (یا پا بر ثانیه) یکی از یکاهای هر دو کمیت سرعت (اسکالر) و سرعت برداری (کمیت برداری، شامل جهت) است. این یکا مسافت طی شده یا جابجا شده را بر حسب فوت (ft)، تقسیم بر زمان بر حسب ثانیه (s) بیان می کند. یکای متناظر آن در دستگاه بین‌المللی یکاها (SI) متر بر ثانیه است.
نمادهای آن شامل fps، ft/s و نماد علمی ft s−1 است.

## تبدیل‌ها
|          | m/s      | km/h     | mph      | knot     | ft/s     |
| -------- | -------- | -------- | -------- | -------- | -------- |
| ۱ m/s =  | ۱        | ۳.۶      | ۲٫۲۳۶۹۳۶ | ۱٫۹۴۳۸۴۴ | ۳٫۲۸۰۸۴۰ |
| ۱ km/h = | ۰٫۲۷۷۷۷۸ | ۱        | ۰٫۶۲۱۳۷۱ | ۰٫۵۳۹۹۵۷ | ۰٫۹۱۱۳۴۴ |
| ۱ mph =  | ۰٫۴۴۷۰۴  | ۱٫۶۰۹۳۴۴ | ۱        | ۰٫۸۶۸۹۷۶ | ۱٫۴۶۶۶۶۷ |
| ۱ knot = | ۰٫۵۱۴۴۴۴ | ۱.۸۵۲    | ۱٫۱۵۰۷۷۹ | ۱        | ۱٫۶۸۷۸۱۰ |
| ۱ ft/s = | ۰٫۳۰۴۸   | ۱٫۰۹۷۲۸  | ۰٫۶۸۱۸۱۸ | ۰٫۵۹۲۴۸۴ | ۱        |

(عددهایی که پررنگ هستند ، دقیق‌اند.)